# ناحیه دحمونی
ناحیه دحمونی (به عربی: دائرة دحمونی) یک ناحیه در الجزایر است که در استان تیارت واقع شده‌است.